# Proteză (lingvistică)
În lingvistică, termenul proteză (cf. la  prothesis < el  πρόθεσις próthesis), preluat din retorică, denumește o schimbare fonetică ce constă în adăugarea unui sunet neetimologic la începutul unui cuvânt, în general pentru a-i ușura articularea.

## În istoria limbii
În perspectiva foneticii istorice, proteza este o schimbare ce poate interveni în evoluția cuvintelor de la o limbă mamă la o limbă fiică. De pildă, grupurile de consoane inițiale de cuvânt [sp], [st] și [sk], din latină, au primit în unele limbi romanice (spaniola, franceza) un [e] protetic. În franceză, [s] a căzut în unele cazuri: la  spiritus „spirit” > es  espíritu, fr  esprit; stella „stea” > estrella, étoile; schola „școală” > escuela, école, spatula(m) „umăr” > fr  épaule, scutu(m) „scut” > écu.
Dacă în limbile romanice a avut loc în general proteza unei vocale înaintea unei consoane, în unele limbi slave s-a produs proteza unei consoane înaintea unei vocale. După unii lingviști, în limba protoslavă, cuvântului „măr” (fructul) îi corespundea ablŭko. În limbile rusă, poloneză și în diasistemul slav de centru-sud (bosniacă, croată, muntenegreană, sârbă, prescurtat BCMS), la acesta s-a produs proteza lui [j]: ru  яблоко iabloko, pl  jabłko, BCMS jabuka, vs. bg  абълка abălka, în care nu a avut loc această proteză.
Proteza altei consoane, [v], s-a produs în rusă, de exemplu la cuvântul восемь vosemĭ „opt”, vs. bg  осъм osăm. Este mai frecventă această proteză în limba bielorusă: вока voka (vs. ru  oко) „ochi”, вуха vuha (vs. ru  ухо uho „ureche”).
În aromână este frecventă, deși nu generală și nu caracteristică tuturor graiurilor, proteza lui [a], mai ales înaintea lui [r]: arău „rău”, aratsi „rece”, arădătsină „rădăcină” etc.
Proteza se produce în unele limbi în procesul de integrare a împrumuturilor lexicale. În limba bască, de pildă, există un fenomen asemănător cu cel din aromână, anume proteza lui [a] înaintea lui [r] cu care încep împrumuturi latine și romanice.
Limba maghiară a păstrat până la o anumită etapă din evoluția ei intoleranța limbii de bază fino-ugrice față de grupurile de consoane la început de cuvânt, de aceea în împrumuturile relativ vechi s-a produs proteza unei vocale înaintea acestora: slavă veche dvor > udvar „curte”, la  schola > iskola „școală”.

## În limba actuală
Există variante de cuvinte cu și fără proteză care coexistă în limbă. Uneori ambele sunt prezente în aceeași varietate de limbă, de exemplu în cea standard a limbii române, variantele unor pronume personale și reflexive complemente neaccentuate: îmi vs. mi-, -mi, îți vs. ți-, -ți, își vs. și-, -și, îl vs. l-, -l (proteza lui î).
În registrul familiar al limbii maghiare sunt frecvente prenumele diminutivate cu și fără proteza unor consoane, ex. István „Ștefan” > Isti > Pisti, Anna > Anni > Panna / Panni, András „Andrei” > Andi – Bandi.
Alte variante sunt distribuite între standard și varietăți nestandard, de exemplu regionale, de registru popular, de registru familiar sau individuale. În română astfel sunt alămâie vs. lămâie, amiroase vs. miroase, zbici vs. bici, scoborî vs. coborî.
În dialecte rusești din sud se întâlnește proteza lui [i], ex. ишла ișla vs. шла șla „mergea” (feminin singular).
În afară de [j] protetic vechi și standard în limba actuală, în dialecte croate se întâlnesc cuvinte cu această proteză în opoziție cu corespondentele lor fără proteză în standard, ex. jopet vs. opet „iarăși”.
Proteza poate fi și individuală în vorbirea curentă, cuvântul nefiind izolat, ci integrat în lanțul vorbirii. Un exemplu în limba engleză este left turn „viraj la stânga” pronunțat [əleft təːn], cu proteza lui [ə] la cuvântul left.
Ca figură de stil din categoria figurilor de sunet, proteza apare în cuvinte nestandard, la scriitori care caută să redea, de exemplu, o atmosferă populară urbană sau rurală. De asemenea, în jurnalism se poate vorbi de proteză contextuală în titluri de articole, atunci când într-o sintagmă consacrată se înlocuiește un cuvânt cu altul, având alt sens, de care diferă prin sunetul inițial, ex. hr  Zodijački mrak, literal „întuneric zodiacal”, cu mrak „întuneric” în loc de rak „rac”.